# Jaroslav Vojtek
Jaroslav Vojtek (Jaro Vojtek en version abrégée), né en 1978  à Žilina, est un réalisateur et scénariste slovaque.

## Biographie
Après une scolarité à Žilina et Martin, Jaroslav Vojtek fait ses études supérieures de 1994 à 1998 à la Faculté de cinéma et de télévision de l'École supérieure des arts de la scène (en slovaque : Vysoká škola múzických umení v Bratislave, VŠMU de Bratislava, au département de réalisation cinématographique, sous la direction de Dušan Hanák.
Depuis 1993, il a tourné plusieurs courts et moyens-métrages. Son premier long métrage My zdes de 2005 a été présenté à Karlovy Vary et à d'autres festivals, où il a remporté de nombreux prix (par exemple en 2006 le Grand Prix au Festival international du film documentaire sur les droits de l'Homme Jeden Svět à Prague). En 2009, il a réalisé son deuxième long métrage documentaire La Frontière (en) (en slovaque : Hranica), qui a remporté en 2009 le prix du meilleur film documentaire est-européen au Festival international du film documentaire de Jihlava.

## Filmographie
- 1993 : Slepá viera (La Foi aveugle) – portrait d'un fossoyeur consacré aux idéaux socialistes
- 1994 : Keby bol hlas zvonu čarovný (Si le son des cloches était magique) – portrait du dernier sonneur de cloches vivant
- 1995 : Vlasy II (Les Cheveux II) – portrait d'un curé ayant de nouveaux idéaux, lauréat de Cena Literárneho fondu et Cena VŠMU
- 1995 : Strom (L'Arbre) – sur l'homme et sur l'arbre qui a été offert au Vatican
- 1996 : Nepozná ona mňa, ani ja ju... (Elle ne me reconnait pas, et moi non plus) - sur la relation implacable entre deux personnes, même après 30 ans,
  - Bourse Igric dans la catégorie des documentaires,
  - Prix de la VŠMU
- 1996 : Kameň po kameni (Pierre après pierre) - o nadšencovi, ktorý rekonštruuje zrúcaninu hradu a verí v ideály komunizmu,
  - Čestné uznanie Etnofilm Čadca
- 2000 : Vtedy na východe (Alors, à l'Est) - sur un voyage où la Vierge Marie est apparue,
  - Bourse Igric dans la catégorie des documentaires,
  - Cena Literárneho fondu 2001
- 2000 : Nechcené deti (Les enfants non désirés) – série de documents sur les enfants des orphelinats
- 2001 : Akvárium (L'Aquarium) - les réfugiés du Kosovo qui vivent dans un gymnase à Belgrade,
  - Čestné uznanie Etnofilm Čadca
- 2003 : Blázonko- la vie d'une personne atteinte de maladie psychiatrique et mentale, Prémia Igric
- 2005 : My zdes (On est là) (en anglais : Here we are) – ce film retrace l'histoire de Slovaques du Kazakhstan, qui, après 40 années passées au Kazakhstan ont décidé de rentrer en Slovaquie -
  - Grand Prix au Festival international du film documentaire sur les droits de l'Homme Jeden Svět à Prague) 2006 -
  - Prix de la critique cinématographique 2006 dans la catégorie Autre création
  - Bourse Igric dans la catégorie des documentaires 2006 -
  - pour le scénario, la photographie et la mise en scène - Prix Rudolf Sloboda 2006 -
  - Grand Prix AFO - Festival international Academia Film Olomouc (en) 2006 -
  - Prix du meilleur film européen - MFF Astra Film Fest Sibiu (ro) 2006
  - Prix du jury - Strieborný turoň - MFF Etnofilm Čadca 2006
  - Grand prix pour le meilleur film – Rozstaje Europy - Festival international du Film documentaire, Lublin 2007
  - Prix au Almaty International film festival « Shaken's Stars » 2007
- 2006 : Cesta za snom (Le Chemin des rêves) - comment trouver des valeurs dans la société slovaque 17 ans après la Révolution de velours
  - Bourse Igric pour un documentaire slovaque
- 2008 : Mala domou – histoire d'un garçon rom qui aspire à devenir footballeur,
  - prix Un seul monde du meilleur documentaire slovaque 2008-2009
- 2009 : La Frontière (en) (en slovaque : Hranica) - histoire du village de Slemence, qui a été divisé en 1946 par la frontière entre l'Union soviétique et de la Tchécoslovaquie. Après soixante ans dans le village, la transition s'est faite, mais l'histoire n'est pas finie... ,
  - prix du meilleur film documentaire d'Europe centrale et orientale au Festival international du film documentaire de Jihlava, 2009 -
  - Festival international du film de Rotterdam, dans la prestigieuse section Spectrum  2010[1].
  - Journées du cinéma européen Prague 2010
  - Fonds Igric 2010
  - Nomination Slnko v Sieti v troch kategóriach: réžia, scenár, film -
  - Nomination na Hlavnú cenu – London film festival -
  - Prix du meilleur documentaire Award Europe Film, Festival international du film Cinematik (en) de Piešťany 2011 -
  - Sélection nationale pour les Oscars du cinéma de l'Academy of Motion Picture Arts and Sciences dans la catégorie des films en langue étrangère
  - Strieborný Turoň Etnofilm 2010[2].
  - Prix Amour de la patrie au Festival Cronograf Ion Vatamanu (Chişinău) 2011
- 2010 : Z kola von (Sortie de la ronde) - l'histoire d'une famille rom, qui à cause de la dépendance au jeu du père est arrivée à la marge de la société
  - Ce film a bénéficié du soutien de la Fondation Nadácie Intenda avec des financements de Norvège, du Danemark et du Liechtenstein,
  - Prix du Fonds de développement social de l'Année européenne de lutte contre la pauvreté et l'exclusion sociale
  - Festival international du film documentaire sur les droits de l'Homme Jeden Svět meilleur documentaire 2009-2010
  - mention spéciale du jury au Festival du film de Cracovie 2011 –
- 2011 : Povieme si to v nebi (On se le dira au ciel) - l'histoire de Nikola, aveugle qui a adopté à l'âge de six ans une nouvelle famille[3]...
- 2011 : Deti o deťoch (Les Enfants sur les enfants) - Série TV sur les rêves et les réflexions des enfants d'aujourd'hui -
  - nomination Prix Jeunesse du Festival du film de Munich
  - MFF Art Film Trenčianske Teplice
- 2012 :  Cigáni idú do volieb (Les Tsiganes vont aux urnes) – histoire d'un militant rom qui voulait devenir un homme politique. Un film sur la recherche de leur propre identité, à propos de la trahison et de la recherche pour le voyage de la vie.
  - Festivals de documentaires sur les droits de l'homme : Festival Jeden Svět (« One World ») de Prague et Festival international « Watch Docs » de Varsovie, droits de l’Homme au cinéma
  - ChopShots Documentary Film Festival Jakarta -
  - Minsk (Biélorussie) - Prix spécial du jury
  - Silver Eyge Festival international du film documentaire de Jihlava - Récompense nationale « Ailes de cristal (sk) Krištáľové Krídlo » pour la création audiovisuelle - nomination Prix pour les arts de la Tatrabanka 2013
- 2014 : Les Enfants (cy) - film de fiction : Quatre parties, "Fils", "Marathon", "Canari" et "Père", chacune racontant une autre histoire sur les relations au sein de la famille et parent-enfant.
- 2014 : Tak ďaleko, tak blízko (Si loin, si près) - documentaire sur la vie de familles ayant un enfant autiste[4].
  - Prix Igric 2015[5]

## Récompenses
- 2012 : lauréat des Ailes de cristal (sk)